# Automatic number plate recognition

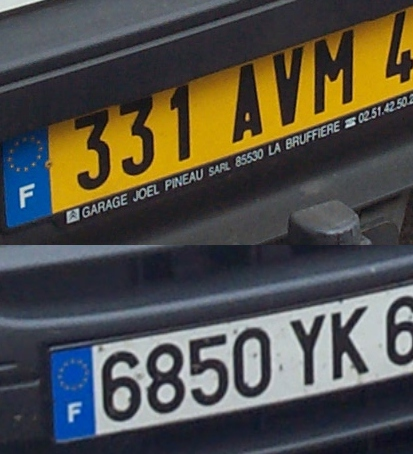
En av många utmaningar för ANPR är att tekniken måste kunna läsa av flera olika typer av registreringsskyltar.

Automatic number plate recognition, ANPR, är en övervakningsmetod som använder sig av maskinläsning för att automatiskt läsa av fordons registreringsskyltar. I grunden bygger ANPR på en kamera som fotograferar fordon som är i närheten. Dessa bilder analyseras sedan med OCR-teknik för att hitta eventuella registreringsskyltar. Om en registreringsskylt hittas i bilden så omvandlas bilden till ren text, som sedan kan behandlas på olika sätt beroende på syftet. Systemet används bland annat för att automatisera processen vid tull- och trängselskattsstationer.

## Användning i Sverige

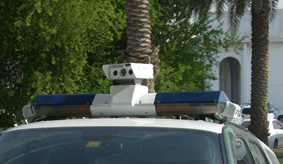
ANPR används bland annat av polisen för att hitta efterlysta fordon. Bilden visar en polisbil i Dubai.

Den svenska polisen använder sedan april 2015 mobil ANPR-teknik på vissa av sina bilar för att automatiskt testa förbipasserande fordon mot en databas bestående av fordon som är efterlysta, belagda med körförbud eller har andra tekniska brister.
Tullverket planerar att sätta upp kameror med ANPR på Öresundsbron någon gång under 2016.